# École nationale professionnelle
Pour les articles homonymes, voir ENP.
- un compas de dessinateur,
- un marteau de mécanicien,
- un maillet de menuisier.

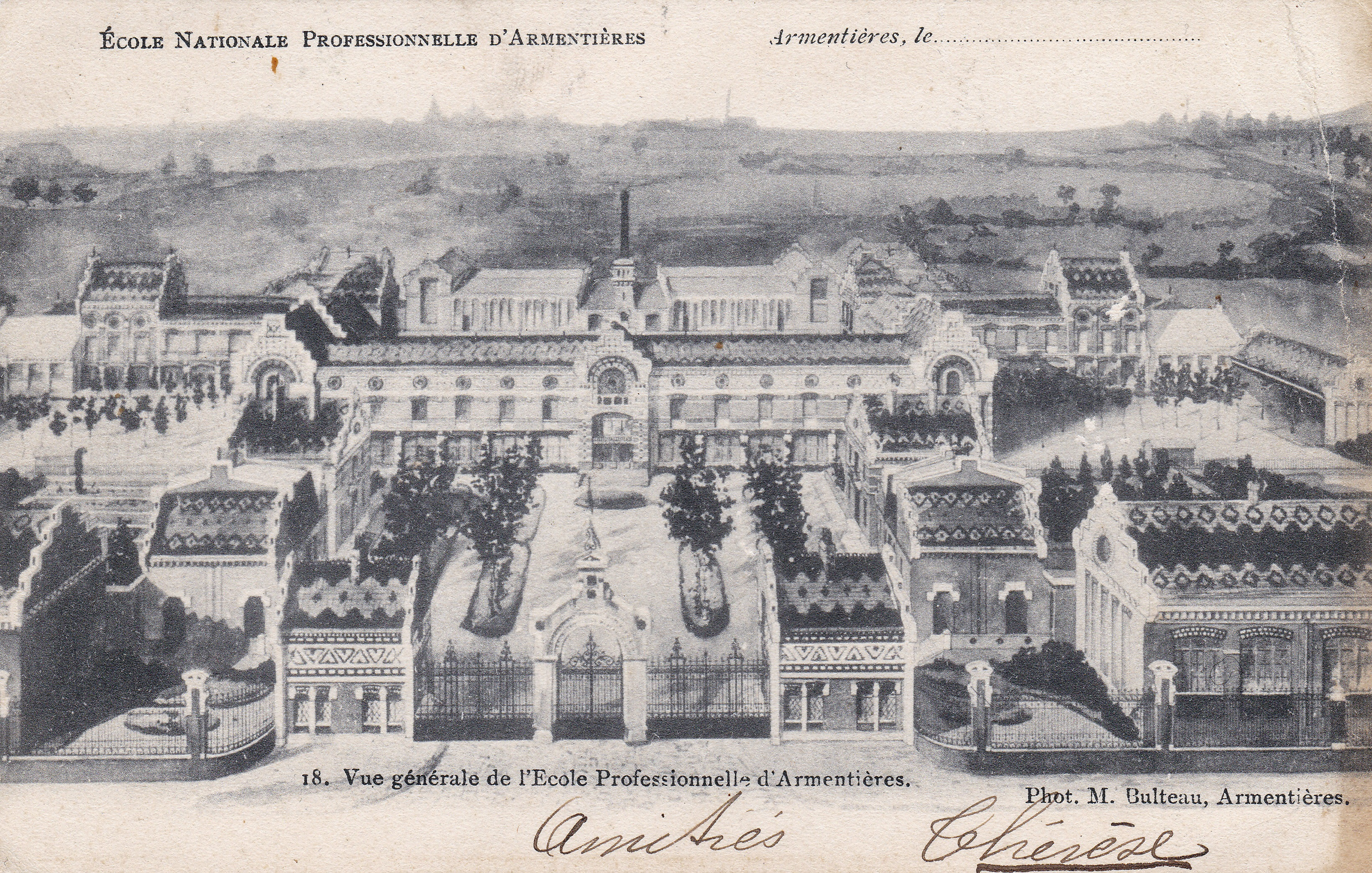
École nationale professionnelle d'Armentières, début XXe siècle (actuel lycée Gustave-Eiffel).

Une école nationale professionnelle (ENP) est, dans le système éducatif français, un ancien établissement secondaire d'enseignement technique. Ce type d'établissement a été créé en 1880 et remplacé en 1960 par les lycées techniques d'État. Une trentaine d'écoles de ce type a existé. Elles avaient pour mission de former des contremaîtres et de préparer aux concours d'admission aux écoles d'arts et métiers.

## Histoire
Les écoles nationales professionnelles trouvent leur origine dans la loi du 11 décembre 1880 créant des « écoles manuelles d'apprentissage », loi promue par Jules Ferry, à la fois ministre de l'Instruction publique et président du Conseil. Les modalités d'application de cette loi sont précisées par le décret d'application du 30 juillet 1881, qui dispose, :

« Art. 1er. — Les écoles manuelles d'apprentissage, qui font l'objet de la loi du 11 décembre 1880, sont divisées en deux catégories :

1o Les écoles manuelles d'apprentissage publiques ou libres, fondées en vue de développer chez les jeunes gens qui se destinent aux professions manuelles la dextérité nécessaire et les connaissances techniques ;

2o Les écoles publiques d'enseignement primaire complémentaire dont le programme comprend des cours ou des classes d'enseignement professionnel et les écoles libres à la fois primaires et professionnelles. »

Les écoles nationales professionnelles correspondent à la première catégorie. Les quatre premières d'entre elles sont créées à Vierzon (1881), Armentières (1882), Voiron (1882) et Nantes (1898), sous le nom d'« écoles nationales d'enseignement primaire supérieur et d'enseignement professionnel préparatoire à l'apprentissage ». Leur dénomination est fixée en « écoles nationales professionnelles » par le décret du 13 février 1903,.
D'autres écoles nationales professionnelles voient ensuite le jour dans l'entre-deux-guerres et après la Seconde Guerre mondiale, pour arriver à un total d'une trentaine, dont six pour filles (ces écoles n'étant pas mixtes).
De plus l'école nationale d'horlogerie de Besançon (actuel lycée Jules-Haag) et l'école nationale d'horlogerie de Cluses (actuel lycée Charles-Poncet) reçoivent en 1948 le statut d'écoles nationales professionnelles d'horlogerie (ENPH),,.
Le décret du 6 janvier 1959 transforme les écoles nationales professionnelles en lycées techniques d'État.

Plaques commémoratives d'anciennes ENP
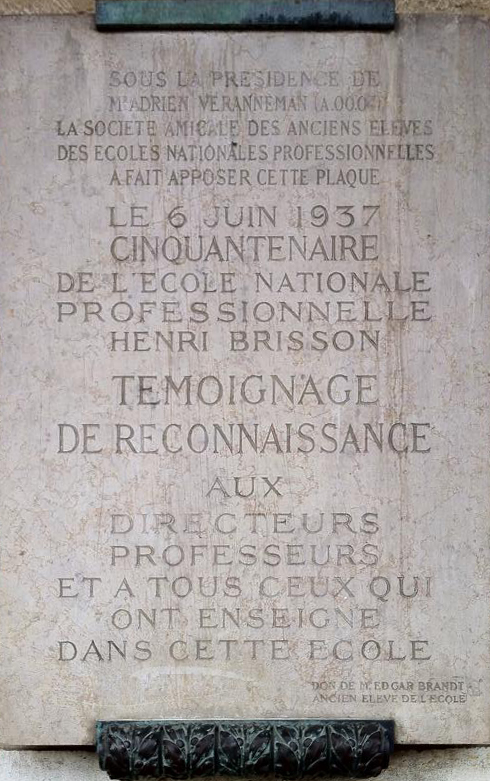
Lycée Henri-Brisson à Vierzon.
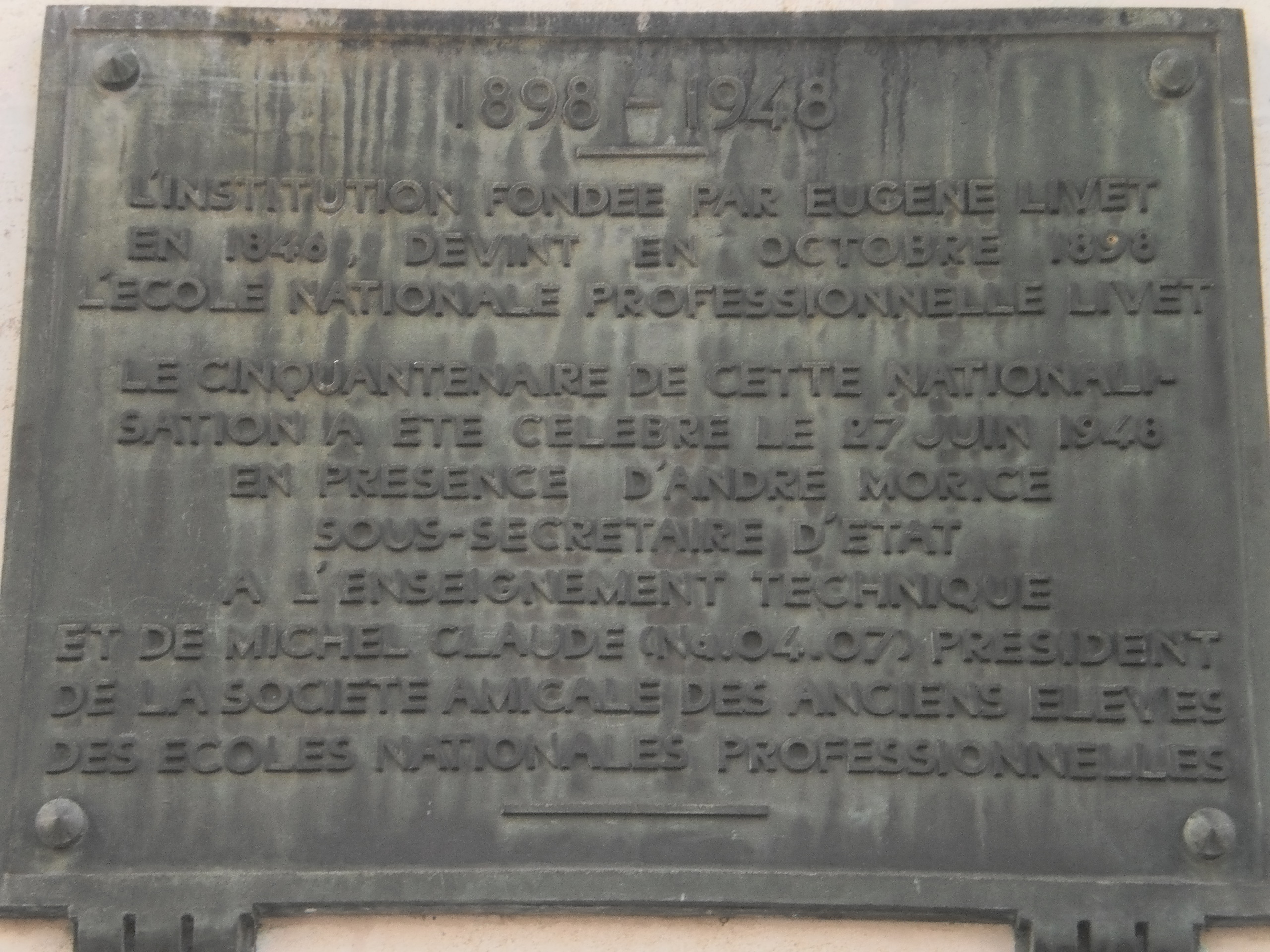
Lycée Eugène-Livet à Nantes.

- Anciennes ENP dont le fronton indique encore « École nationale professionnelle »

Anciennes ENP dont le fronton indique encore École nationale professionnelle
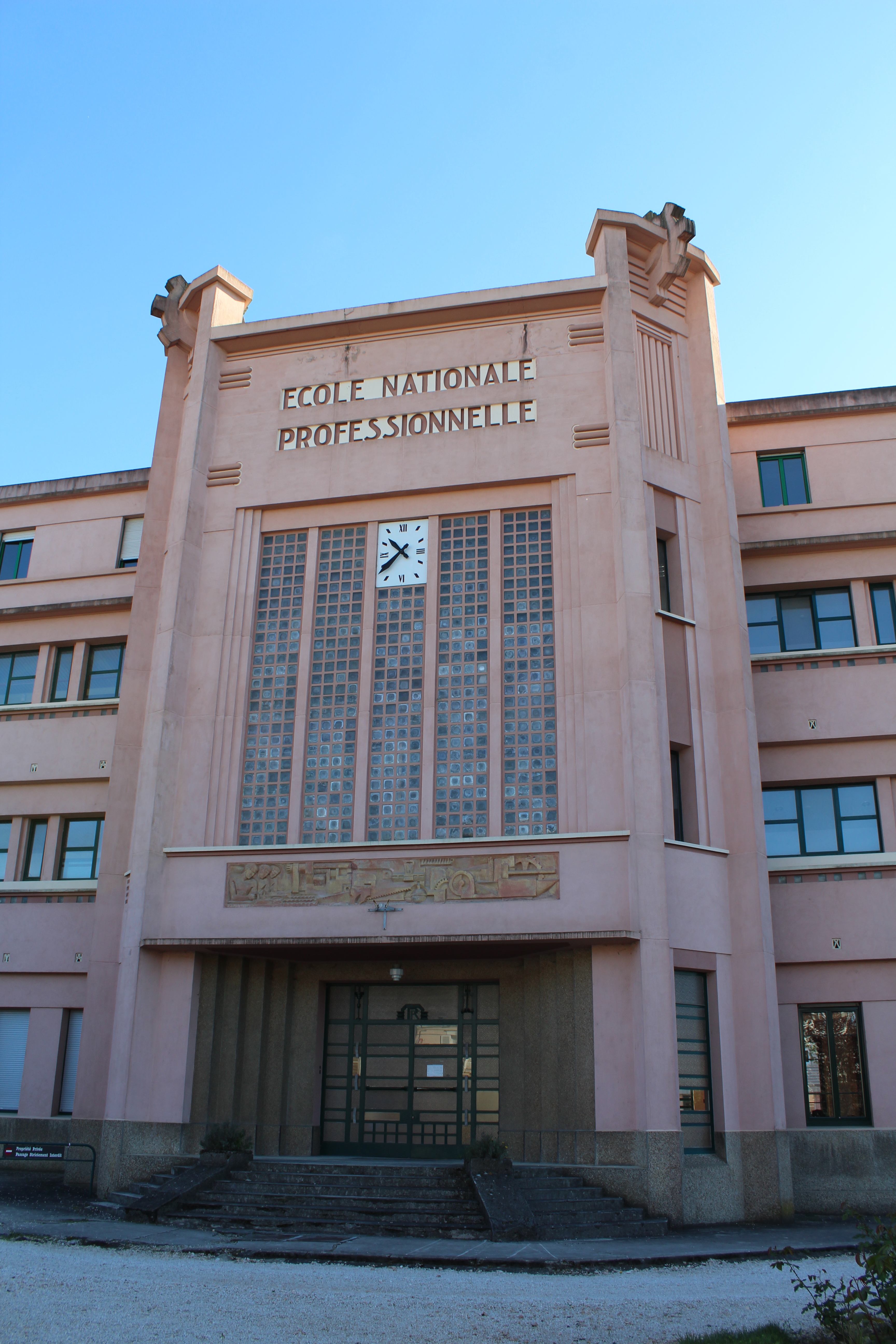
Cité scolaire Niepce-Balleure, à Chalon-sur-Saône.
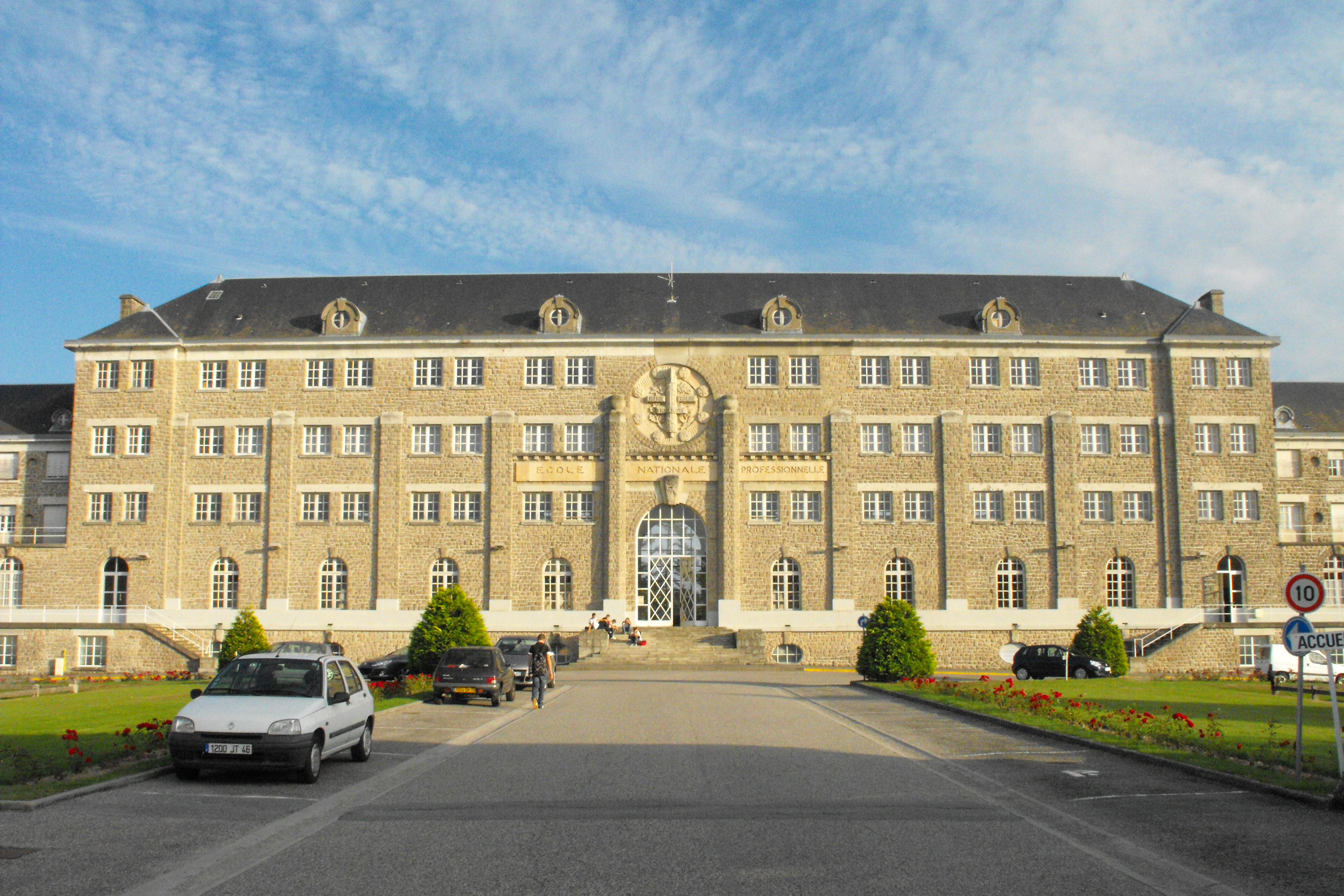
Lycée Pierre-Caraminot à Égletons.
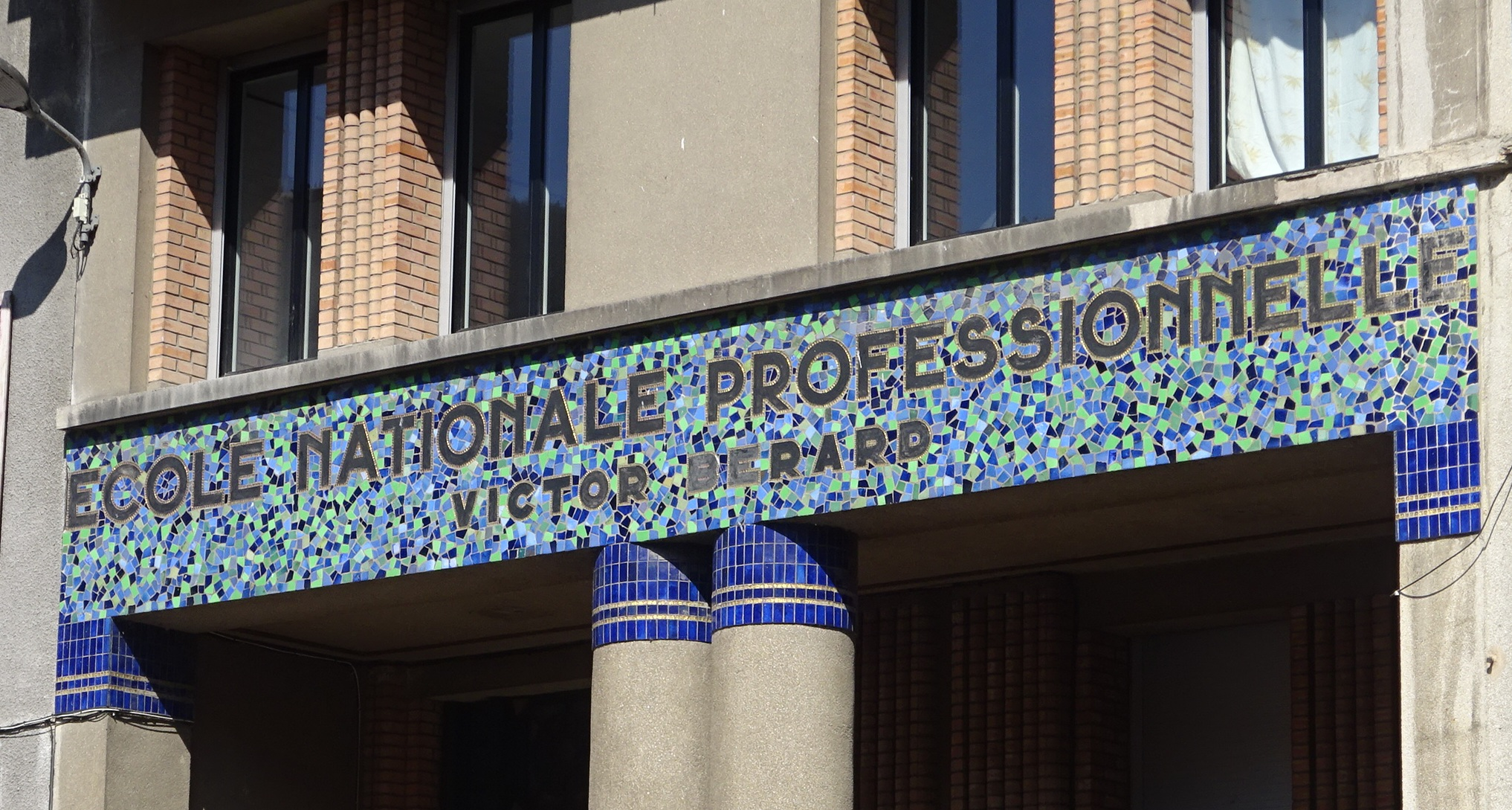
Lycée Victor-Bérard à Morez.
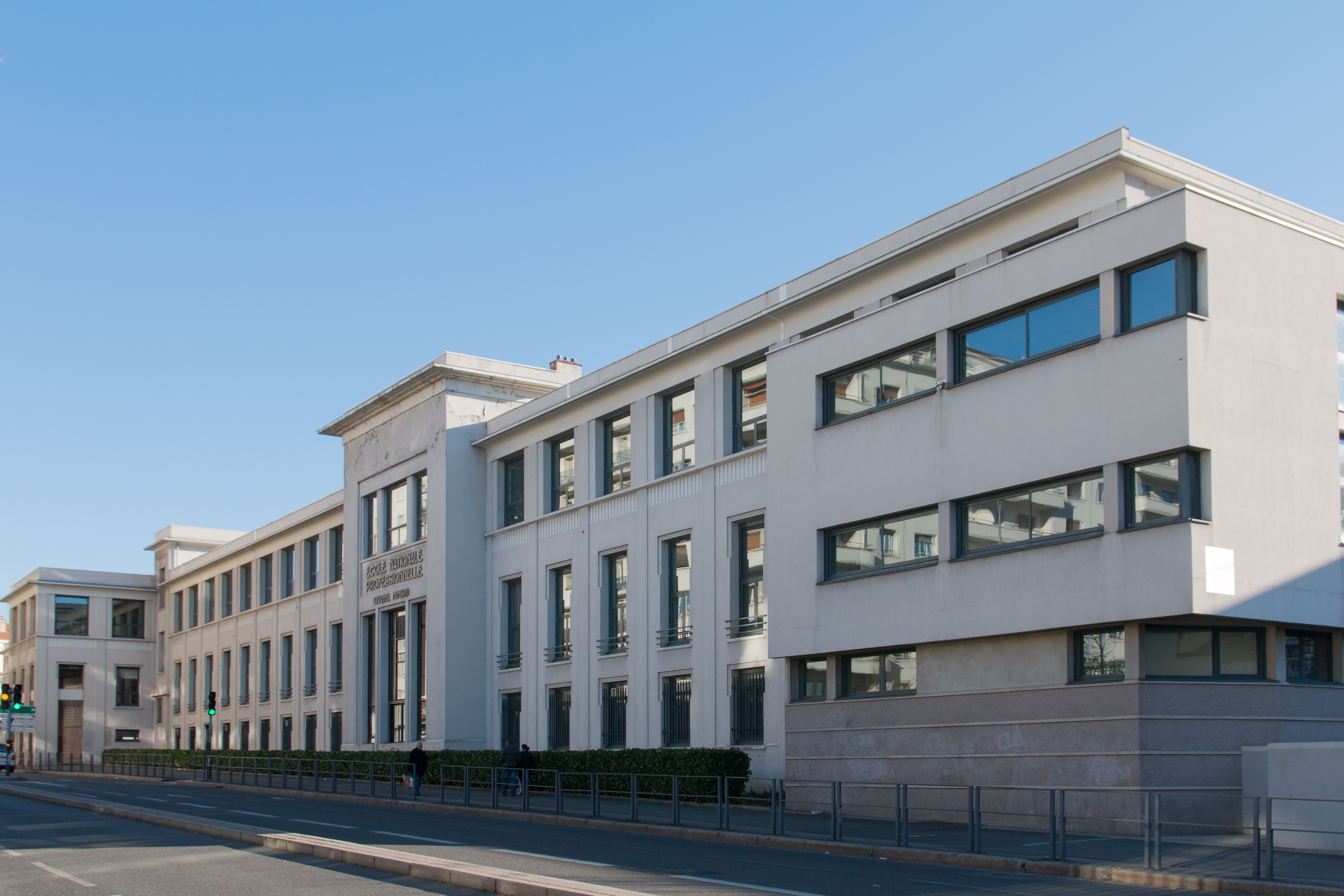
Lycée Étienne-Mimard à Saint-Étienne.
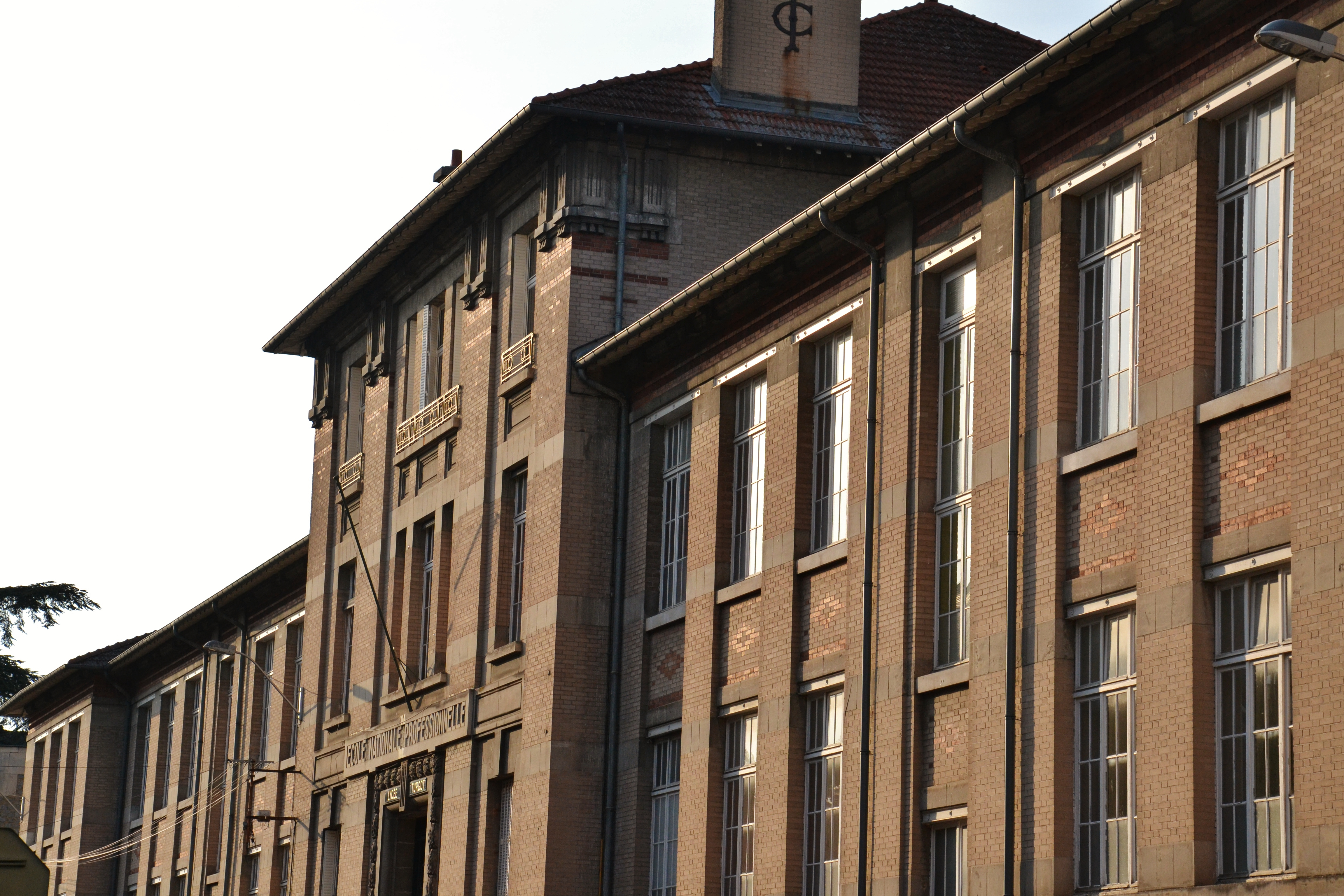
Lycée Turgot à Limoges.
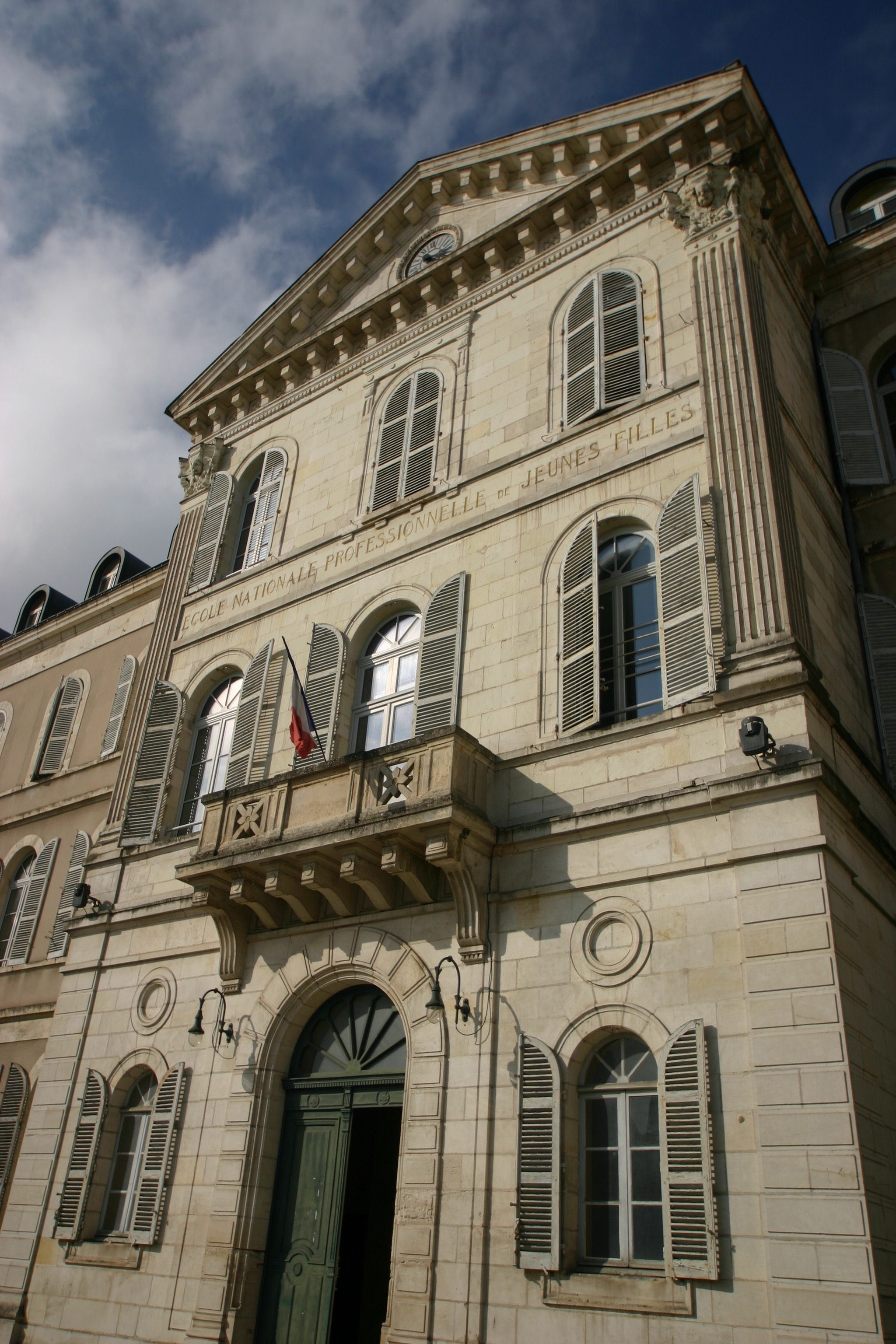
Lycée Jacques-Cœur à Bourges.
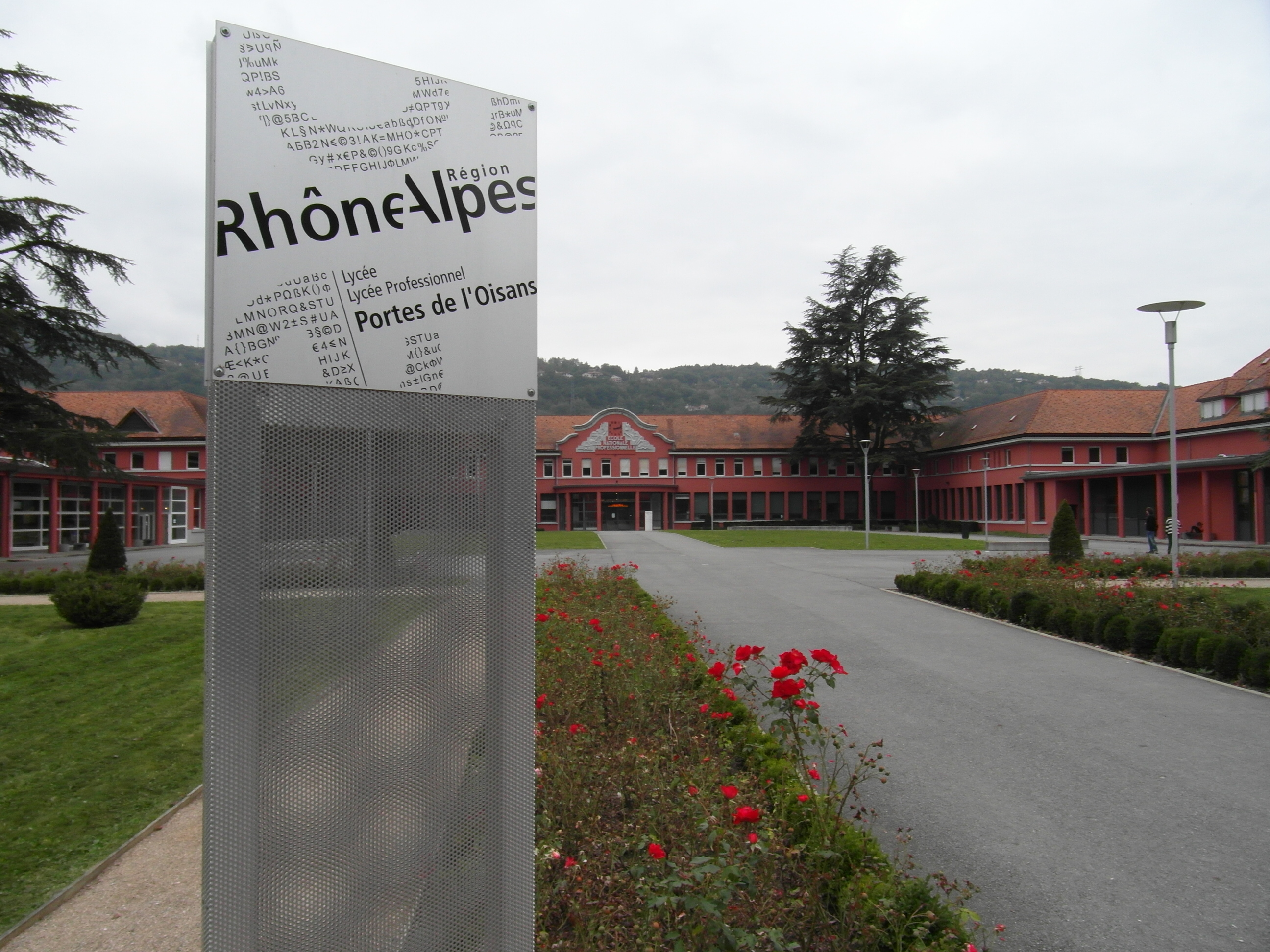
Lycée Portes de l'Oisans à Vizille.

## Caractéristiques
Les écoles nationales professionnelles, réparties en particulier dans les centres industriels traditionnels, étaient des éléments très importants de l'enseignement technique en France entre 1880 et 1960. Elles étaient fortement corrélées aux écoles d'arts et métiers.

## Liste
| Commune          | Département        | Type    | Création          | Création | Ouverture        | Ouverture | Établissement actuel                                                                                               | Coordonnées géographiques       |
| ---------------- | ------------------ | ------- | ----------------- | -------- | ---------------- | --------- | --- | ------------------------------- |
| Armentières      | Nord               | Garçons | 10 mars 1882      | [ b ]    | 10 octobre 1887  | [ 14 ]    | Lycée Gustave-Eiffel                                                                                               | 50° 41′ 19″ N, 2° 52′ 20″ E     |
| Bourges          | Cher               | Filles  | 13 juillet 1925   | [ c ]    |                  |           | Lycée Jacques-Cœur                                                                                                 | 47° 04′ 22″ N, 2° 24′ 35,5″ E   |
| Chalon-sur-Saône | Saône-et-Loire     | Garçons | 16 avril 1930     | [ d ]    |                  |           | Cité scolaire Niepce-Balleure                                                                                      | 46° 47′ 19″ N, 4° 50′ 07,5″ E   |
| Corte            | Corse              | Garçons | 13 juillet 1925   | [ c ]    | jamais ouverte   | [ 15 ]    | — | —                               |
| Creil            | Oise               | Garçons | 27 décembre 1927  | [ e ]    |                  |           | Lycée Gournay jusqu'en 1986, transféré au lycée Marie-Curie de Nogent-sur-Oise, puis désaffecté et détruit en 2022 | 49° 15′ 37″ N, 2° 27′ 40,5″ E   |
| Creil            | Oise               | Filles  | 31 mars 1932      | [ f ]    |                  |           | Lycée Jules-Uhry                                                                                                   | 49° 15′ 31,5″ N, 2° 28′ 28″ E   |
| Dellys           | Alger              | Garçons | 9 décembre 1950   | [ g ]    | déjà ouverte     |           | |                                 |
| Égletons         | Corrèze            | Garçons | 16 avril 1930     | [ h ]    |                  |           | Lycée Pierre-Caraminot                                                                                             |                                 |
| Épinal           | Vosges             | Garçons | 15 novembre 1918  | [ i ]    |                  |           | |                                 |
| Limoges          | Haute-Vienne       | Garçons | 31 mars 1931      | [ j ]    |                  |           | Lycée Turgot |                                 |
| Lyon             | Rhône              | Garçons | 13 juillet 1925   | [ c ]    |                  |           | |                                 |
| Lyon             | Rhône              | Filles  | 25 juillet 1936   | [ k ]    |                  |           | |                                 |
| Metz             | Moselle            | Garçons | 16 avril 1930     | [ d ]    |                  |           | |                                 |
| Montluçon        | Allier             | Garçons | 31 mars 1931      | [ j ]    |                  |           | Lycée Paul-Constans                                                                                                |                                 |
| Morez            | Jura               | Garçons | 13 juillet 1925   | [ c ]    |                  |           | Lycée Victor-Bérard                                                                                                |                                 |
| Nancy            | Meurthe-et-Moselle | Garçons | 31 mars 1931      | [ j ]    |                  |           | Lycée Henri-Loritz                                                                                                 | 48° 41′ 27″ N, 6° 11′ 34,5″ E   |
| Nantes           | Loire-Atlantique   | Garçons | 13 octobre 1898   | [ l ]    | déjà ouverte     | [ 14 ]    | Lycée Eugène-Livet                                                                                                 | 47° 13′ 31,5″ N, 1° 32′ 44″ O   |
| Oyonnax          | Ain                | Garçons | 31 mars 1932      | [ f ]    |                  |           | Lycée Paul-Painlevé                                                                                                |                                 |
| Poligny          | Jura               | Filles  | 16 avril 1930     | [ d ]    |                  |           | Lycée Hyacinthe-Friant                                                                                             |                                 |
| Saint-Étienne    | Loire              | Garçons | 13 juillet 1925   | [ c ]    |                  |           | Lycée Étienne-Mimard                                                                                               |                                 |
| Saint-Ouen       | Seine-et-Oise      | Garçons | 16 avril 1930     | [ d ]    |                  |           | Bâtiment occupé par l'Institut supérieur de mécanique de Paris                                                     |                                 |
| Strasbourg       | Bas-Rhin           | Filles  | 27 septembre 1949 | [ m ]    |                  |           | |                                 |
| Tarbes           | Hautes-Pyrénées    | Garçons | 25 juillet 1914   | [ n ]    | novembre 1925    |           | Lycée Jean-Dupuy                                                                                                   |                                 |
| Thiers           | Puy-de-Dôme        | Garçons | 13 juillet 1925   | [ c ]    |                  |           | Lycée Jean-Zay |                                 |
| Toulouse         | Haute-Garonne      | Garçons | 27 septembre 1949 | [ m ]    |                  |           | |                                 |
| Vierzon          | Cher               | Garçons | 9 juillet 1881    | [ o ]    | 1er octobre 1887 | [ 14 ]    | Lycée Henri-Brisson                                                                                                | 47° 13′ 42,5″ N, 2° 03′ 45″ E   |
| Vizille          | Isère              | Filles  | 30 mars 1929      | [ p ]    |                  |           | Lycée Portes de l'Oisans                                                                                           | 45° 04′ 05″ N, 5° 46′ 05″ E     |
| Voiron           | Isère              | Garçons | 26 juillet 1882   | [ q ]    | 5 octobre 1886   | [ 14 ]    | Lycée Ferdinand-Buisson                                                                                            | 45° 21′ 40,5″ N, 5° 36′ 00,5″ E |